# Scutus howensis
Scutus howensis is een slakkensoort uit de familie van de Fissurellidae. De wetenschappelijke naam van de soort is voor het eerst geldig gepubliceerd in 1940 door Tom Iredale.